# Кими Рејкенен
Кими Матијас Рејкенен (фин. Kimi Matias Räikkönen; Еспо, 17. октобар 1979), фински аутомобилиста и бивши возач Формуле један. Године 2007. освојио је шампионат Формуле један. У периоду од 2009 до 2011. године, возио је Рели шампионат.
Рејкенен је у Формулу 1 ушао 2001. као возач Заубер Петронаса. Након преласка у Макларен Мерцедес 2002, Рејкенен је постао један од претендената на титулу, и у две сезоне 2003. и 2005. завршава као други иза Михаела Шумахера, односно Фернанда Алонса. Након преласка у Ферари 2007, Рејкенен је постао најплаћенији возач Формуле један. У тој сезони је освојио прву титулу, победивши двојац Макларена Луиса Хамилтона и Фернанда Алонса у узбудљивој завршници, иако је до последње трке био трећи у укупном поретку. На крају сезоне 2009 му је споразумно годину дана раније прекинут уговор у Ферарију. Због немогућности налажења места у озбиљном тиму у Формули један, 2010 и 2011. године је прешао на такмичења у Светском првенству у релију прво у екипи Цитроен Џуниор, а после у сопственом тиму Ајс 1 (енгл. Ice1 Racing). 2012 се враћа у Формулу један са екипом Лотус Ф1 (у сезони 2011 је то била екипа Рено Ф1). Због своје смирености у тркама, Рејкенен је добио надимак „Ледени“ (енгл. Iceman).

## Каријера
Од своје десете године Рејкенен је имао низ успеха као картинг возач. 1999. године био је други на европском Формула Супер А шампионату и учествовао је на Формула Форд Евро купу (Formula Ford Euro Cup). Такође са својих 20 година победио је на Формула Рено зимској серији (Formula Renault Winter series). 2000. године доминирао је на британском Рено шампионату где је од 10 трка победио на чак 7. Касније исте године возио је Формула Рено серију и победио на 13 од укупно 23 трке што је био изузетан успех. Његов старији брат Рами је рели возач и возач Финске Формуле три.

## Формула један
Петер Заубер био је импресиониран младим Финцем па га је септембра 2000. године увео у свој Заубер Формула један тим као тест-возача. Након напорних тестирања у Херезу и Барселони Заубер је одлучио да Рејкенена унапреди у свог возача за сезону 2001. Због његовог уласка у редове возача Формуле један упућено је пар критика, између осталог и од стране председника ФИА Макса Мозлија. Наиме критика је пала на рачун тога што је Кими био врло неискусан, али прашина се слегла већ након његове прве трке у Аустралији која је успешно прошла.
Рејкенен је био врло хладан и прорачунат због чега је добио надимак „ледени човек“ (the "iceman"). Прва, дебитантска сезона за њега је прошла врло солидно. Освојио је укупно 9 бодова и био десети у укупном пласману, а уз свог клупског колегу Ника Хајдфилда који је освојио 12 бодова те сезоне попео је Заубер тим на високо четврто место у категорији конструктора (што је њихов највиши пласман забележен досад).

### Каријера у Макларену

#### Сезона 2002.
Одмах након дебитантске сезоне у Зауберу 2002. године Рејкенен је почео да вози за Макларен, тим Рона Дениса, заменивши двоструког светског шампиона Мику Хекинена такође Финца. Управо због тога било је очигледно да овај тим од њега очекује много. И млади Кими ова очекивања испунио је већ у првој трци у Аустралији када се попео на подијум освојивши треће место.
Иако је Макларен те 2002. године имао доста проблема са мотором на својим болидима Кими је скупио 24 бода што је било довољно за шесто место у укупном пласману, што је уз пето место његовог клупског колеге Дејвида Култарда обезбедило његовом тиму солидно треће место у категорији конструктора.

#### Сезона 2003.
Прву трку сезоне Рејкенен је почео са 15. места. Преузео је вођство у трци, али је због грешке у софтверу болида возио пребрзо у боксевима и зарадио казну. На крају је завршио на трећем месту. У Малезији је остварио своју прву победу, уједно и једину те сезоне, и то са 7. стартне позиције. Идућа трка, у Бразилу, заустављена је у 55. кругу. Рејкенен је завршио на 2. месту, иза Ђанкарла Физикеле. Иако су остали тимови развијали свој болид, Макларен је и даље користио шасију из 2002, те тако почео заостајати у брзини. Упркос томе, Рејкенен је завршио други у Имоли. На ВН Шпаније направио је грешку у квалификацијама, те је морао стартовати са задње стартне позиције. У истој трци је био приморан да одустане због судара на самом старту с Антониом Пицонијом који није успео стартовати због техничких проблема. У идућих неколико трка одлучујуће су биле стратегије, више него чиста брзина. Рејкенен је завршио 2. у Аустрији и у Монаку, где је заостао мање од секунде за Хуаном Паблом Монтојом. У Канади је поновно имао проблема у квалификацијама, што је резултовало 6. местом у трци. Заостатак за победником Михаелом Шумахером био је већи од минуте.
На великој награди Европе Рејкенен је освојио пол позицију и водио трку све до 25. круга када му је мотор заказао. Његов највећи ривал те сезоне, Михаел Шумахер, завршио је трку на 5. месту и тако повећао своју предност у првенству за 4 бода. У Француској Кими је завршио на 4. месту, а у Великој Британији је био трећепласирани. Трку вожену у Немачкој није завршио због судара у првој кривини с Рубенсом Барикелом и Ралфом Шумахером. На идућој трци, ВН Мађарске, освојио је 8 бодова завршивши на 2. мјесту.
Уочи ВН Италије, утврђена је неправилност у Мишленовим гумама које је користио Макларен. Мишлен је морао да допреми нове гуме и чинило се да су изгубили предност над Бриџстоуном коју су имали од почетка сезоне. Макларен је такође објавио да ће до краја 2003. користити стару шасију, MP4-17D, а MP4-18 неће доводити у функцију иако су то раније најавили. На ВН Италије Рејкенен је освојио 4. место и изгубио још 5 бодова иза Шумахера. У САД Рејкенен је у квалификацијама освојио пол позицију, али је трку завршио иза Михаела Шумахера на другом месту. Била је то претпоследња трка сезоне и Шумахеру је био потребан само још један бод како би освојио првенство. То је значило да Рејкенен у задњој трци мора победити, а Шумацхер не сме освојити ни бод. Након квалификација завршених на 8. месту, Рејкенен је трку у Јапану завршио на 2. месту и Шумахер је освојио свој 6. наслов светског првака. Рејкенен је тако остао другопласирани у укупном поретку првенства, а Макларен је за длаку изгубио 2. место у поретку конструктора. Заостали су 2 бода иза Вилијамса и 12 иза Ферарија. 2003. била је једна од најнеизвјеснијих сезона задњих година.

#### Сезона 2004.
Сезона 2004. је и за Рејкенена и за Макларен почела мрачно. Кими је у прве 4 трке освојио само један поен. Због Макларенових сталних неуспеха стигао је на циљ у само две од првих 7 трка. Половином сезоне Макларен је избацио нову усавршену верзију шасије МП4-19Б која их је вратила у трку за бодове пред крај те сезоне. Дакле Рејкенен је освојио своју трећу пол позицију у каријери на гран прију у Силверстону и другу победу у каријери у Белгији. На крају сезоне заузео је седмо место у категорији возача са 45 бодова и 4 подијума.
Иако је ова сезона 2004 била разочаравајућа, Кими је и даље био познат као звезда у успону баш као и Фернандо Алонсо возач Реноа, затим Фелипе Маса, возач Заубера, и Хуан Пабло Монтоја његов тимски колега у сезони 2005.
Дана 31. јула исте 2004. године Кими се у својој 24. години оженио двадесетдвогодишњом Џени Далман, мис Скандинавије 2000. године. Новембра 2004. је објавио намеру да са својим менаџером Стивом Робертсоном оснива Рејкенен-Робертсон тим који се од 2005. такмичи у Формула три серији.

#### Сезона 2005.
Након прве две неславне трке Кими се већ у трећој у Бахреину попео на трећи степеник победничког постоља. У наредној трци у Сан Марину није имао толико среће. Иако је трку започео са пол позиције у деветом кругу његов болид је стао и трка је за њега била завршена. У идућој трци у Барселони успео је да искористи пол позицију и победио. Исто се поновило и у Монаку и Рејкенен је крупним корацима кренуо да смањује разлику у бодовима која га је делила од првог места које је чврсто држао Фернандо Алонсо из екипе Реноа. Те сезоне Кимија је пратила нека чудна (не)срећа па је у седмој трци у Нирбургрингу трагично изгубио прво место у последњем кругу само 5km пре циља, када му је отпао предњи десни точак. После две недеље у Канади је тријумфовао као и на стази у Мађарској.
Потом је забележен као први победник Велике награде Турске у Истанбулу. У брзој трци у Италији заузео је четврто место док га је на победничком постољу одменио тимски колега Хуан Пабло Монтоја, али не задуго. Велика награда Белгије била је његова. У 17. трци у Бразилу Рејкенен је и поред освојеног другог места изгубио трку за победника сезоне. Фернандо Алонсо испред Кимија је након те трке био недостижна 23 бода и постао је најмлађи првак у историји Формуле један. Наиме у само две преостале трке било је немогуће достићи Алонса, али Кими је ипак забележио још једну победу у Јапану и друго место у Кини .
На крају сезоне 2005. Рејкенен је са 112 бодова освојио друго место са седам победа, 5 пол позиција и 10 најбрже вожених кругова.

#### Сезона 2006.
У сезони 2006. и је наставио уз Монтоју да вози за тим Макларена.
Монтоја је у међувремену престао да вози, те му се придружио Педро Де Ла Роса у тиму.
Макларен се показао стабилнијим, али и не довољно конкурентним у почетку сезоне, те Кими није могао да се прикључи трци за шампионат.
Сезону је завршио на петом месту и без иједне победе.

### Ферари

#### Сезона 2007.
Септембра 2006., након ВН Италије у Монци је објављено да се Михаел Шумахер повлачи из Формуле један, а да ће уместо њега, следеће три сезоне за Ферари возити Кими Рејкенен.
Сезону 2007. је почео хет-триком на ВН Аустралије: освојио је пол позицију, возио најбржи круг и на крају трку завршио на првом месту. Остатак сезоне није био тако сјајан за Финца, тако да је две трке пре краја сезоне био на трећем месту у генералном пласману са чак 17 поена заостатка за водећим Луисом Хамилтоном и свега теоретском шансом за победу. Ипак са сјајним вожњама на ВН Кине и ВН Бразила (оба прва места) и захваљујући проблемима које је имао Хамилтон, Кими Рејкенен је освојио шампионску титулу.

#### Сезона 2008.
Након разочаравајуће прве недеље за Ферари у Аустралији, где је Рејкенен завршио трку на 8. месту, победио је у Малезији испред Роберта Кубице и Хеикија Ковалаинена. То га је сместило на 2. место у поретку возача иза Британца Хамилтона. Његова победа у Малезији била је на 5. годишњицу његове прве победе на истој стази. У Бахраину, Рејкенен је квалификациони тренинг завршио на 4. месту. Добрим стартом и претицањима на почетку трке успео је доћи до 2. места и ту је остао до краја, иза свог тимског колеге Масе. Освојеним 2. местом преузео је вођство у поретку возача с 3 бода предности. У задњим секундама узбудљивих квалификација у Барселони, Рејкенен је за десетинку секунде надмашио време Фернанда Алонса који је одвезао бриљантан круг пред домаћом публиком. Тиме је освојио 15. пол позицију у својој каријери и прву ове сезоне. У трци без пуно претицања Рејкенен је водио од почетка до краја што му је донело другу победу у сезони и најбржи круг трке. Учврстио је своје вођство у укупном поретку (29 бодова). Његов тимски колега Фелипе Маса завршио је други, а Ферарију је то била друга двострука победа те сезоне. Након ове трке, Рејкенен је постао најуспјешнији фински возач Формуле један у погледу освојених бодова, најбржих кругова и подијума, претекавши Мику Хекинена.
На квалификационом тренингу за пету трку сезоне у Турској Рејкенен је остварио 4. резултат, не одвезавши бриљантан круг. На старту трке благо се сударио с Маклареном Хеикија Ковалаинена, што је узроковало оштећење предњег крила и губљење 2 места. Ипак, у Ферарију су одлучили да крило не мењају јер би им то одузело превише времена. Рејкенен је претицањем Кубице кроз бокс успео стићи до 3. места, иза тимског колеге Масе и Британца Хамилтона, али је остао водећи у првенству.
На трећој трци на европском тлу, у Монаку, на улицама Монте Карла, Рејкенен је за длаку изгубио пол позицију од свог тимског колеге Масе. На старту кишне трке изгубио је позицију, а убрзо је зарадио и казну проласка у бокс због непажње с постављањем гума пре трке. Трка за Кимија наставила се развијати у лошем правцу, уз проклизавања, излетање и поломљено предње крило. Пар кругова пре краја изгубио је контролу над аутомобилом и још једном га оштетио ударивши у возача Форс Индије, Адријана Сутила. То је за Рејкенена значило губљење 5. позиције и пад у поретку на 9. место које не доноси ниједан бод. Квар на Сутиловом болиду био је превелик да би могао одвозити до краја. Из хаотичне трке пуне догађања као победник изашао је Луис Хамилтон, који је од Рејкенена преузео водеће место у првенству, а место на постољу освојили су још Роберт Кубица и Фелипе Маса. Трка у Канади није била срећна за Рејкенена. У квалификацијама је имао проблема с приањањем болида, што га је коштало првог реда и завршио је на 3. месту. На старту трке је задржао позицију иза Кубице и Хамилтона. Касније је Адријан Сутил паркирао свој болид на незгодном месту па је морао изаћи сигурносни аутомобил. Рејкенен је са доливањем горива био готов пре Хамилтона и изашао је у пит лејн заједно са Кубицом. Двојица возача стала су на семафору на изласку из пит лејна чекајући зелено светло које би им одобрило наставак трке, али Хамилтон није успорио и тренутак касније забио се у задњи крај Кимијевог болида. Трка је била готова за обојицу, а Кубица је искористио њихову несрећу и узео прву победу у каријери.
Стартовавши с пол позиције други пут ове сезоне на Великој награди Француске, Рејкенен је повео трку и водио све док није дошло до проблема с ауспухом на његовом болиду. Времена његових кругова постајала су све лошија и морао је пропустити свог тимског колегу на прво место. Упркос квару, успио је до краја трке возити на 2. месту захваљујући предности коју је изградио испред Италијана Јарна Трулија у првој половини трке. Такође је одвозио и 5. узастопни најбржи круг (исти рекорд држи Михаел Шумахер) и 30. у каријери, што га је по броју најбржих кругова изједначило с Најџелом Менселом. Рејкенен је стартовао на ВН Британије као трећи. Трка се возила по влажном времену, а Кими је успео да задржи позицију на првој кривини. Након окретања Ковалаинена, Кими је прешао на другу позицији и врло брзо стигао водећег Хамилтона. Због лоше процене да ће се време побољшати, Ферари није заменио тип гума на његовом болиду. Пошто је пала нова киша, Кими је брзо губио позицију и пао на 6. место. Након замене гуме, Кими је био бољи, али успео је да се поправи само до 4. позиције. Велика награда Немачке ће бити запамћена по инциденту у питстопу. Наиме после изласка сејфти кара на стазу и отварања питстопа, оба возача Ферарија су ушла у бокс. Пошто је Маса био испред, Кими је морао да чека да његов сервис буде готов. По повратку на стазу био је 12., а до краја је успео да се попне на 6. место.
На ВН Мађарске Кими је стартовао као шести. Захваљујући проблемима противника и бржем пит стопу, на крају је завршио као трећи. На ВН Европе Кими је опет имао проблема у питстопу. Наиме, Кими је кренуо пре него што је црево за гориво било прописно откачено са болида. То је за последицу имало сломљени прст једног од механичара. Због проблема са возилом, био је принућен да превремено заврши ову трку. Велика награда Белгије је добро почела. Иако је био четврти на старту, одмах је претекао Ковалаинена и Масу. У другом кругу је претекао Хамилтона и повео трку. Киша је донела нова узбуђења. Хамилтон се приближио Рејкенену, да би пресекавши једну кривину, успео и да га претекне. На изласку из кривине Хамилтон је застао и дозволио Рејкенену да се врати на прву позицију. Наставили су да се међусобно претичу. У једном тренутку је Хамилтон излетео на траву, али је успео да се врати на стазу. Међутим, Кими је врло брзо ударио у зид и морао је да одустане. Велика награда Италије је вожена по изузетно влажном времену. Кими је стартовао као 14. Иако је извезао најбржи круг трке, завршио је на 9. позицији. ВН Сингапура, прву ноћну трку у историји Формуле један, Кими је почео као трећи и дуго је држао ту позицију. Још једном је због гужве у питстопу изгубио позицију. Изашао је из питстопа као 16., али је успео да доспе до пете позиције. Након покушаја да претекне Тима Глока у 57. кругу, Кими је ударио у зид и завршио трку. Ипак, успео је још једном да постави најбржи круг трке и тако је изједначио рекорд из 2004. од 10 најбржих кругова у сезони, који држи Михаел Шумахер. На ВН Јапана Кими је стартовао као други иза Хамилтона. До краја је успео да дође до трећег места, али је то значило да више нема изгледа да сачува прошлогодишњу шампионску титулу. На ВН Кине стартовао је као други, а завршио као трећи иза такмаца за шампионску титулу, Хамилтона и Масе. На завршној трци сезоне, ВН Бразила, Кими је стартовао трећи и ту позицију је задржао до краја.
Сезону је завршио као трећи у генералном поретку. Кими Рејкенен је, другу сезону за редом, освојио ДХЛ-ову награду за највише најбржих кругова у сезони.

### Напуштање Ферарија
Крајем сезоне 2009, Ферари је објавио да Рејкенен напушта тим, без нарочитог образложења и уз обострану одлуку, упркос уговору који има и за 2010; биће замењен Фернандом Алонсом. За Кимија се очекује да пређе у Макларен поред Луиса Хамилтона, иако не искључује могућност напуштања Формуле један. Такође је наговестио да би своју будућност у ауто-спорту могао наставити у светској рели серији. Понуђено му је, наводно, да вози за Тојоту у наредној сезони као замена за Тима Глока, али је уговор одбио са образложењем да жели возити у тиму који му може обезбедити освајање шампионата. Такође је довођен у везу и са екипом Ред була, али је све то остало на гласинама.
Касније, средином новембра, Стив Робертсон, Рејкененов менаџер је изјавио да ће Кими паузирати у сезони 2010. са могућношћу да се врати у најбржи циркус 2011. Паузу ће искористити највероватније учешћем у Светској рели серији.

## Рели
Дана 4. децембра 2009. године саопштено је да ће Рејкенен сезону 2010. провести возећи у Светској рели серији за Ситроен јуниор тим. Партнер ће му бити Кај Линдстром. Уговор је потписан на годину дана и учествоваће на 12 од 13 трка, са изузетком Новог Зеланда. 3. априла 2010. године је освојио своје прве поене на Рели шампионату, завршивши као осми на релију у Јордану. Так је постао тек други возач који је освајао поене и у релију и у Формули један, после Карлоса Рутемана.

## Повратак у Формулу један
Током трке за велику награду Сингапура, појавила се информација да Рејкенен разматра повратак у Формулу један у сезони 2012 и то за тим Вилијамс. Међутим тим је одбио да коментарише те наводе. Након тога 29. новембра 2011. године, најављено је да се Рејкенен враћа у Формулу један, потписивањем двогодишњег уговора за тим Лотус.

### Лотус

#### Сезона 2012.
Рејкенен је почео сезону са 7. местом у трци за велику награду Аустралије. У следећој трци у Малезији и поред проблема са лошим избором гума успео је да стигне до 5. места. Убрзо је стигао и до подијума и то у Бахреину заузевши друго место. Цела сезона је протекла са успонима и падовима. Ипак уз ограничење скромног тима није ни могао да очекује више. Завршио је сезону са 71 бода заостатка иза Фернанда Алонса и 74 поена иза шампиона Себастијана Фетела.

#### Сезона 2013.
Дана 29. октобра 2012. Лотус је потврдио да ће Рејкенен остати у тиму и за следећу сезону, након многих спекулација о одласку.
Сезона је почела фантастично. Упркос чињеници да је трку почео са седмог места дошао је до првог места у трци за велику награду Аустралије. Забележио је најбржи круг у трци и победу је окарактерисао као једну од најлакших коју је икад имао. И поред одличног старта сезоне даље трке су биле по систему топло-хладно. Ипак показао је неспоран квалитет и задржао се трећем месту.

### Повратак у Ферари

#### Сезона 2014.
Дана 11. септембра 2013. Ферари је потврдио да је потписао двогодишњи уговор са Рејкененом који почиње да важи од 2014. Финац је касније открио да је напустио Лотус зато што му је екипа дуговала велику своту новца.
Промена правила за 2014. су дозволила возачима да сами бирају своје бројеве на болидима, а Рејкенен се одлучио за број 7 који је имао у Лотусу током 2013.
Након разочаравајућег првог дела сезоне, Рејкенен се колико толико вратио у форму у Белгији након летње паузе. Он је на тој трци остварио четврто место и то је уједно био његов најбољи пласман у сезони. На крају је сезону завршио на дванаестом месту са 55. бодова.

##### Сезона 2021.
Рејкенен је наставио са Алфа Ромеом у 2021. заједно са Ђовинацијем. Био је позитиван на ковид 19 током викенда за ВН Холандије, а заменио га је резервни возач Роберт Кубица на ВН Холандије и Италије. Рејкенен је најавио да ће се повући на крају сезоне пре Велике награде Холандије. Рејкенен је постигао прве поене у сезони у Азербејџану, као и у Мађарској, Русији и Мексику. У новембру је последњи пут посетио фабрику Алфа Ромеа у Швајцарској као члан тима и опраштао се, а потом се опростио од тима Скудерије Ферари пре трке у Абу Дабију. За његову последњу трку у Абу Дабију тим је на свом Ц41 исписао "Драги Кими, оставићемо те на миру". Рејкенен је био приморан да се повуче у 25. кругу због техничког проблема са матицом точка. "Није важно како ће доћи до краја, сада је крај и да, радујем се томе", рекао је он после трке. Рејкенен је сезону завршио на 16. месту са 10 бодова.

## Резултати у Формули један
(Легенда) (Трке које су подебљане означавају пол позицију, а трке које су закривљене означавају најбржи круг у трци.)
| Година | Тим        | Шасија           | Мотор             | 1       | 2       | 3       | 4       | 5       | 6       | 7       | 8       | 9       | 10      | 11      | 12      | 13      | 14      | 15      | 16      | 17      | 18     | 19      | 20      | 21      | 22      | Вш  | Поени |
| ------ | ---------- | ---------------- | ----------------- | ------- | ------- | ------- | ------- | ------- | ------- | ------- | ------- | ------- | ------- | ------- | ------- | ------- | ------- | ------- | ------- | ------- | ------ | ------- | ------- | ------- | ------- | --- | ----- |
| 2001.  | Заубер     | Заубер Ц20       | Петронас 3.0 В10  | АУС 6.  | МАЛ Оду | БРА Оду | СМР Оду | ШПА 8.  | АУТ 4.  | МОН 10. | КАН 4.  | ЕВР 10. | ФРА 7.  | ВБР 5.  | НЕМ Оду | МАЂ 7.  | БЕЛ Оду | ИТА 7.  | САД Оду | ЈАП Оду |        |         |         |         |         | 10. | 9     |
| 2002.  | Макларен   | Макларен МП4-17  | Мерцедес 3.0 В10  | АУС 3.  | МАЛ Оду | БРА 12. | СМР Оду | ШПА Оду | АУТ Оду | МОН Оду | КАН 4.  | ЕВР 3.  | ВБР Оду | ФРА 2.  | НЕМ Оду | МАЂ 4.  | БЕЛ Оду | ИТА Оду | САД Оду | ЈАП 3.  |        |         |         |         |         | 6.  | 24    |
| 2003.  | Макларен   | Макларен МП4-17Д | Мерцедес 3.0 В10  | АУС 3.  | МАЛ 1.  | БРА 2.  | СМР 2.  | ШПА Оду | АУТ 2.  | МОН 2.  | КАН 6.  | ЕВР Оду | ФРА 4.  | ВБР 3.  | НЕМ Оду | МАЂ 2.  | ИТА 4.  | САД 2.  | ЈАП 2.  |         |        |         |         |         |         | 2.  | 91    |
| 2004.  | Макларен   | Макларен МП4-19  | Мерцедес 3.0 В10  | АУС Оду | МАЛ Оду | БАХ Оду | СМР 8.  | ШПА 11. | МОН Оду | ЕВР Оду | КАН 5.  | САД 6.  |         |         |         |         |         |         |         |         |        |         |         |         |         | 7.  | 45    |
| 2004.  | Макларен   | Макларен МП4-19Б | Мерцедес 3.0 В10  |         |         |         |         |         |         |         |         |         | ФРА 7.  | ВБР 2.  | НЕМ Оду | МАЂ Оду | БЕЛ 1.  | ИТА Оду | КИН 3.  | ЈАП 6.  | БРА 2. |         |         |         |         | 7.  | 45    |
| 2005.  | Макларен   | Макларен МП4-20  | Мерцедес 3.0 В10  | АУС 8.  | МАЛ 9.  | БАХ 3.  | СМР Оду | ШПА 1.  | МОН 1.  | ЕВР 11. | КАН 1.  | САД НК  | ФРА 2.  | ВБР 3.  | НЕМ Оду | МАЂ 1.  | ТУР 1.  | ИТА 4.  | БЕЛ 1.  | БРА 2.  | ЈАП 1. | КИН 2.  |         |         |         | 2.  | 112   |
| 2006.  | Макларен   | Макларен МП4-21  | Мерцедес 2.4 В8   | БАХ 3.  | МАЛ Оду | АУС 2.  | СМР 5.  | ЕВР 4.  | ШПА 5.  | МОН Оду | ВБР 3.  | КАН 3.  | САД Оду | ФРА 5.  | НЕМ 3.  | МАЂ Оду | ТУР Оду | ИТА 2.  | КИН Оду | ЈАП 5.  | БРА 5. |         |         |         |         | 5.  | 65    |
| 2007.  | Ферари     | Ферари Ф2007     | Ферари 056 2.4 В8 | АУС 1.  | МАЛ 3.  | БАХ 3.  | ШПА Оду | МОН 8.  | КАН 5.  | САД 4.  | ФРА 1.  | ВБР 1.  | ЕВР Оду | МАЂ 2.  | ТУР 2.  | ИТА 3.  | БЕЛ 1.  | ЈАП 3.  | КИН 1.  | БРА 1.  |        |         |         |         |         | 1.  | 110   |
| 2008.  | Ферари     | Ферари Ф2008     | Ферари 056 2.4 В8 | АУС 8.  | МАЛ 1.  | БАХ 2.  | ШПА 1.  | ТУР 3.  | МОН 9.  | КАН Оду | ФРА 2.  | ВБР 4.  | НЕМ 6.  | МАЂ 3.  | ЕВР Оду | БЕЛ 18. | ИТА 9.  | СИН 15. | ЈАП 3.  | КИН 3.  | БРА 3. |         |         |         |         | 3.  | 75    |
| 2009.  | Ферари     | Ферари Ф60       | Ферари 056 2.4 В8 | АУС 15. | МАЛ 14. | КИН 10. | БАХ 6.  | ШПА Оду | МОН 3.  | ТУР 9.  | ВБР 8.  | НЕМ Оду | МАЂ 2.  | ЕВР 3.  | БЕЛ 1.  | ИТА 3.  | СИН 10. | ЈАП 4.  | БРА 6.  | АБУ 12. |        |         |         |         |         | 6.  | 48    |
| 2021   | Алфа Ромео | Алфа Ромео Ц41   | Ферари 065/6 В6   | БАХ 11. | ЕМИ 13. | ПОР Оду | ШПА 12. | МОН 11. | АЗЕ 10. | ФРА 17. | ШТА 11. | АУТ 15. | ВБР 15. | МАЂ 10. | БЕЛ 18. | ХОЛ ППТ | ИТА     | РУС 8.  | ТУР 12. | САД 13. | МЕК 8. | БРА 12. | КАТ 14. | САУ 15. | АБУ Оду | 16. | 10    |

Оду - Одустао из трке; НК - Није кренуо; ППТ - Повучен пре трке

### Рекорди и постигнућа у Формули један
- Највећи број победа у сезони без постизања шампионске титуле: 7 (2005). Рекорд дели са Аленом Простом, који је то учинио два пута (1984. и 1988.) и Михаелом Шумахером (2006).
- У сезони 2005. се изједначио са Михаелом Шумахером, поставивши 10 најбржих кругова у сезони, што је Михаел постигао претходне године.
- Тренутно је трећи на листи возача са највише најбржих кругова у каријери (34, закључно са Великом наградом Италије 2008).
- Рејкенен је други возач у историји који је освојио титулу у последњој трци, а да је пре тога био на трећем месту у шампионату. Претходни коме је то успело био је Ђузепе Фарина у првом шампионату Формуле један, 1950. године.